# Vjatsjeslav Boetsajev
Vjatsjeslav Gennadjevitsj Boetsajev (Russisch: Вячеслав Геннадьевич Буцаев) (Togliatti, 13 juni 1970) is een Russisch ijshockeyer.
Boetsajev won tijdens de Olympische Winterspelen 1992 de gouden medaille met het gezamenlijk team. Een jaar later werd Boetsajev met de Russische ploeg wereldkampioen.